# 高橋敬典
高橋 敬典（たかはし けいてん、1920年9月22日 - 2009年6月23日）は、日本の金工家。

## 人物
山形県山形市銅町出身。茶の湯釜で重要無形文化財保持者（人間国宝）に認定される。本名は高橋高治（たかじ）。
映画監督の村川透は女婿。
社団法人日本工芸会参与、山形鋳物工業団地協同組合副理事長、山形市輸出入組合理事、山形県物産協会理事等を歴任。

## 略歴
- 1938年：家業の「山正鋳造所」を継ぐ[1]。
- 1950年：長野垤志に師事[1]。
- 1951年：「和銑平丸釜地文水藻」で日展に初入選[1]。
- 1961年：昭和天皇の山形県行幸で釜を献上。
- 1963年：「砂鉄松文撫肩釜」で日本伝統工芸展奨励賞受賞[1]。
- 1972年：日本伝統工芸展鑑査委員となる。
- 1976年：「甑口釜」で日本伝統工芸展NHK会長賞受賞[1]。
- 1979年：皇太子明仁親王（現在の明仁上皇）の山形県行啓で釜を献上。
- 1996年5月10日：重要無形文化財「茶の湯釜」保持者に認定される[1]。
- 2009年6月23日：慢性腎不全により逝去[1]。88歳没。